# Ormisda (prefetto del pretorio)
Ormisda (in latino Hormisdas; fl. 448-450) fu un politico dell'Impero romano d'Oriente.
Il nome rivela una discendenza persiana.
Nel 448 fu Prefetto del pretorio dell'Illirico; fu probabilmente lui, dunque, a riparare le mura di Tessalonica, in base a quanto riferisce un'iscrizione databile tra il 447 e il 448.
Tra il 449 e il 450 ricoprì l'importante carica di Prefetto del pretorio d'Oriente. Palladio gli succedette a seguito dell'ascesa al trono di Marciano, e non è menzionato tra i funzionari presenti alle sedute del concilio di Calcedonia (451); è dunque possibile che sia caduto in disgrazia o morto in quel periodo.